# Bão Dan (1989)
Bão Dan, được biết đến ở Philippines với tên gọi Bão Saling, hay  Bão số 9 năm 1989 ở Việt Nam, là cơn bão thứ 3 trong chuỗi xoáy thuận nhiệt đới tác động đến Philippines và Việt Nam trong tháng 10 năm 1989. Bão Dan hình thành vào ngày 6 tháng 10, và nó di chuyển chủ yếu theo hướng Tây - Tây Bắc trong suốt quãng thời gian hoạt động. Sau khi vượt qua Luzon, cơn bão tiến vào Biển Đông và đạt đỉnh, với vận tốc gió duy trì 10 phút 140 km/h, vận tốc gió duy trì 1 phút 130 km/h, cùng áp suất khí quyển tối thiểu 960 hPa. Tiếp đó bão Dan đổ bộ vào khu vực Bắc Trung Bộ (phía Nam tỉnh Hà Tĩnh ngày nay) và tan khi di chuyển sâu vào trong đất liền. Cơn bão đi qua đã để lại những tổn thất nghiêm trọng. Tại Philippines,bão Dan khiến 58 người thiệt mạng và làm hàng trăm ngàn người mất nhà cửa; điện đã bị mất hầu khắp vùng Manila. Tại Việt Nam, gió mạnh và mưa lớn từ cơn bão cũng gây nên những thiệt hại to lớn về người và của. Hơn 500.000 ngôi nhà bị hư hại cùng 63 người thiệt mạng.

## Lịch sử khí tượng
Vào ngày 6 tháng 10 năm 1989, một vùng nhiễu động nhiệt đới đã hình thành trong rãnh gió mùa gần Chuuk. Thông báo ban đầu từ Trung tâm Cảnh báo Bão Liên hợp (JTWC) đánh giá vùng nhiễu động này ít có cơ hội phát triển do độ đứt gió cao trong khu vực. Một ngày sau, tiềm năng phát triển đã được điều chỉnh theo hướng tăng lên. Đến ngày 8 tháng 10, độ đứt gió giảm bớt và 1 dải mây rõ nét đã tồn tại gần tâm hoàn lưu của vùng nhiễu động. Như 1 hệ quả, JTWC liền ban hành "Cảnh báo về sự hình thành của xoáy thuận nhiệt đới" (TCFA) cho vùng nhiễu động này. Cùng ngày, Cơ quan Khí tượng Nhật Bản (JMA) đã phân loại nó với cường độ áp thấp nhiệt đới. Vào thời điểm 12:00 UTC, JTWC ban hành cảnh báo đầu tiên của họ về áp thấp nhiệt đới 29W. Khi đó, tâm áp thấp nằm cách Yap khoảng 110 km về phía Đông Bắc.
Khoảng 18 tiếng sau, áp thấp nhiệt đới mạnh lên thành bão nhiệt đới và được đặt tên là Dan. Cơn bão di chuyển theo hướng Tây với tốc độ 27 – 37 km/h, và đối lưu thì ngày một phát triển. Dòng thổi ra ổn định toàn phần, ngoại trừ góc phần tư phía Tây Bắc nơi dòng thổi ra bị hạn chế bởi sự tương tác với một cơn bão khác gần đó. Do bão Dan nằm gần Philippines, Cục quản lý Thiên văn, Địa vật lý và Khí quyển Philippines (PAGASA) cũng theo dõi cơn bão và họ đã đặt cho nó cái tên địa phương Saling. Vào ngày 9 tháng 10, JMA nâng cấp áp thấp nhiệt đới lên thành bão nhiệt đới. Sang ngày hôm sau, cả JTWC lẫn JMA đều phân loại bão Dan là bão cuồng phong sau khi mắt bão có thể được quan sát và dòng thổi ra ở góc phần tư phía Tây Bắc được cải thiện. Sau đó, Dan đổ bộ lên vùng ven biển phía Đông Nam đảo Luzon thuộc Philippines, và tâm bão di chuyển qua ngay sát phía Nam Sân bay Quốc tế Ninoy Aquino.
Do tương tác với đất liền, bão Dan suy yếu xuống thành bão nhiệt đới khi nó tiến vào Biển Đông. Mặc dù vậy, đối lưu nhanh chóng phát triển trở lại khi cơn bão di chuyển theo hướng Tây Bắc trên vùng nước ấm. JTWC báo cáo rằng bão Dan đã đạt lại cấp độ bão cuồng phong vào thời điểm 00:00 UTC ngày 12 tháng 10, dù vậy phải 24 giờ sau JMA mới công nhận Dan là bão cuồng phong. Sau đó, cơn bão tiếp tục mạnh thêm, và JTWC ước tính Dan đạt đỉnh vào lúc 06:00 UTC, với vận tốc gió duy trì 1 phút 130 km/h. JMA thì nhận định cơn bão đạt đỉnh 1 thời gian ngắn sau, với vận tốc gió duy trì 10 phút 140 km/h và áp suất khí quyển tối thiểu 960 hPa.
Tiếp đó, bão Dan di chuyển qua khu vực cách đảo Hải Nam khoảng 110 km về phía Nam và suy yếu đi đôi chút. Nhưng độ đứt gió tăng lên khiến cơn bão ngày một suy thoái khi nó tiến gần đến vùng ven biển các tỉnh Bắc Trung Bộ. Vào khoảng 12:00 UTC ngày 13 tháng 10, Dan đổ bộ và đi vào đất liền phía Nam tỉnh Nghệ Tĩnh (vùng Kỳ Anh - Hà Tĩnh ngày nay). Khi đó JMA đã giáng cấp bão Dan xuống thành bão nhiệt đới dữ dội còn JTWC thì ban hành cảnh báo cuối cùng. Hoàn lưu của cơn bão cuối cùng đã tan trên khu vực vùng núi và những tàn dư còn lại thì tiếp tục di chuyển về phía Tây hướng sang Lào.

## Những thiệt hại
Dù là một cơn bão không quá mạnh, nhưng bão Dan đã gây nên những tổn thất nghiêm trọng. Tại Philippines, 58 trường hợp thiệt mạng đã được báo cáo, cùng với đó là 121 người khác bị thương. Tổng cộng, 682.699 người, 135.245 hộ gia đình đã bị ảnh hưởng, và 49.972 ngôi nhà bị hư hại. Thiệt hại vật chất vào khoảng 59,2 triệu USD. Cơn bão đã kích hoạt nên lũ và lũ quét, trong khi đó gió mạnh, vận tốc ước tính lên tới 160 km/h khiến nhiều cây cối gãy đổ và làm mất điện. Là cơn bão thứ 2 đổ bộ vào Philippines trong vòng 1 tuần, bão Dan đã buộc các trường học và cơ quan nhà nước phải đóng cửa. Đã có xấp xỉ 250.000 người mất nơi ở, và hàng chục ngư dân bị mất tích ngoài khơi. Tại vùng Manila, điện bị mất gần như trên toàn khu vực. Tổng thống Corazon Aquino đã ban bố "tình trạng khẩn cấp" tại Manila và những vùng xung quanh. Trong bối cảnh cơn bão, quân đội quốc gia đã cung cấp số lương thực thực phẩm trị giá 300.000 USD cho những người dân trong các trung tâm sơ tán. Bên cạnh đó, Bộ Phúc lợi Xã hội và Phát triển Philippines cũng đã cung cấp những khoản hỗ trợ khẩn cấp trị giá 371.000 USD đến cho 2.700 hộ gia đình phải di dời vì bão. Bất chấp thiệt hại do Dan và một số cơn bão khác gây ra cho khu vực này, Chính phủ Philippines đã không yêu cầu bất kỳ sự viện trợ nào từ quốc tế.
Khi bão Dan tiến về phía Tây, bão tác động đến đảo Hải Nam với gió mạnh và làm trầm trọng thêm những tổn thất trước đó mà các cơn bão Angela và Brian gây ra. Tổng cộng, 3 cơn bão đã khiến 63 người trên đảo thiệt mạng, đa số là do bão Brian.
Tại Việt Nam, bão số 9 đổ bộ vào Bắc Trung Bộ (từ Thanh Hóa đến Quảng Bình, khu vực trước đó đã hứng chịu 2 cơn bão số 7 và số 8) và gây ra tổn thất nghiêm trọng. Gió mạnh, báo cáo ghi nhận vận tốc lên tới 121 km/h đã làm tốc mái nhiều ngôi nhà. Nước biển dâng đã gây ngập lụt những vùng duyên hải cũng như nhiều nơi khác đặc biệt ở Nghệ Tĩnh và Quảng Bình, 2 địa phương nằm trên đường di chuyển của bão. Có ít nhất 63 người đã thiệt mạng và 466 người khác bị thương tại Việt Nam do bão. Tổn thất nghiêm trọng nhất là ở tỉnh Hà Tĩnh, tại đây đã có 34 người chết, 43.000 ngôi nhà bị phá hủy và 500.000 ngôi nhà khác bị hư hại. Lũ lụt trên toàn tỉnh đã làm ngập 130.000 ha cây trồng và làm chết hàng ngàn con gia súc. Tại tỉnh Hải Hưng đã có 2 người thiệt mạng và khoảng 60% số ngôi nhà bị phá hủy hoặc hư hại. Còn tại tỉnh Thái Bình, 7 người cũng đã thiệt mạng bởi gió mạnh. Tỉnh Quảng Bình cũng chịu ảnh hưởng nặng nề do bão.
Bão số 9 cũng gây thiệt hại tại các tỉnh Gia Lai, Kon Tum và sau bão, chính quyền tỉnh Attapeu (Lào) cũng đã gửi 2.000 tấn thóc đến cứu trợ cho người dân 2 tỉnh này.